# 三开瓢
三开瓢（学名：Adenia cardiophylla）为西番莲科蒴莲属的植物。分布于缅甸、老挝、菲律宾、越南、不丹、印度、泰国、印度尼西亚、柬埔寨以及中国大陆的云南等地，生长于海拔500米至1,800米的地区，多生长在山坡密林中，目前尚未由人工引种栽培。

## 别名
三瓢果、假爪蒌、肉杜仲、红牛白皮（云南）